# Підводний авіаносець
Підводний авіаносець — підводний човен, оснащений принаймні одним гідропланом для розвідки чи нанесення повітряних ударів. 

## Історичні відомості
Підводні авіаносці найбільш широко використовувались під час Другої Світової Війни, хоча рівень їх бойової ефективності залишався досить невеликим. Найвідоміші з них були японські підводні човни типу I-400 та французький «Surcouf». У бойових діях підводні човни з гідропланом чи автожиром використовувала також Німеччина. Експерименти з оснащенням підводних човнів гідропланами здійснювали й інші військові флоти. 
Більшість підводних авіаносців, за винятком японських типів  I-400 та AM, використовували свої літаки для здійснення розвідки і спостереження. Це відрізняло їх від типових авіаносців, головним завданням яких було розміщення ударних літаків. Водночас більшість гідроавіаносців під час Другої Світової війни також насамперед забезпечували ведення розвідки. Варто відзначити, що крейсери та лінійні кораблі того часу також часто оснащувалися гідропланами для розвідки та корегування вогню, водночас їх не розглядають як авіаносці.

## Майбутні проєкти
Підводні авіаносці після Другої Світової не будувалися. Водночас конструктори час від часу повертаються до відповідного концепту. Особливо приваблює можливість здійснення раптових авіаударів. З іншого боку, обмеження, які накладаються необхідністю здійснювати занурення, фактично унеможливлюють проведення тривалих та більш-менш масштабних повітряних операцій з борту підводного човна. Більш того, будь-який підводний човен, досить великий для розміщення літаків, буде дуже вразливий для виявлення і контратаки. Враховуючи велику вартість такого спеціалізованого підводного човна, малоймовірно, що яка-небудь держава вважатиме підводні авіаносці доцільним проектом. Водночас розвиток безпілотних літальних апаратів дозволяє оснащувати сучасні підводні човни засобами для здійснення повітряної розвідки, а в перспективі - і для нанесення ударів з повітря.